# Ladoffa elauta
Ladoffa elauta är en insektsart som beskrevs av Young 1977. Ladoffa elauta ingår i släktet Ladoffa och familjen dvärgstritar. Inga underarter finns listade i Catalogue of Life.